# Archaeoscolia hispanica
Archaeoscolia hispanica (лат.) — ископаемый вид ос из семейства Scoliidae. Один из древнейших представителей жалящих перепончатокрылых. Обнаружен в раннемеловых отложениях Испании (Las Hoyas, барремский ярус, La Huérguina Formation, около 130 млн лет).

## Описание
Длина тела 16 мм, длина переднего крыла 9 мм.
Вид Archaeoscolia hispanica был впервые описан по отпечатку тела и переднего крыла в 1999 году российским палеоэнтомологом и гименоптерологом Александром Павловичем Расницыным (Палеонтологический институт РАН, Россия) и испанским энтомологом Х. Мартинесом-Делклосом (X. Martínez-Delclòs). Включён в состав рода Archaeoscolia Rasnitsyn, 1993, древнейший представитель семейства Scoliidae. Предварительно, новый вид отнесён к подсемейству Archaescoliinae из семейства Scoliidae. Среди древнейших ос-сколий: Cretoscolia conquensis (130 млн лет, Испания), Protoscolia sinensis (130 млн лет, Китай), Cretoscolia montsecana (130 млн лет, Испания). Вместе с меловыми видами Architiphia rasnitsyni, Priorvespa longiceps (130 млн лет, Забайкалье, Россия), Curiosivespa antiqua (120 млн лет, Бурятия, Россия), Cretaproscolia asiatica (120 млн лет, Китай) и другими это древнейшие представители надсемейства веспоидных ос (Vespoidea) из отряда перепончатокрылые. Сестринские таксоны: Cretoscolia, Floriscolia, Protoscolia, Archaeoscolia senilis и другие. Видовое название дано по имени страны, где обнаружена типовой серии (Испания).